# Estación Príncipe de Asturias
La estación de autobuses de Moralzarzal, llamada oficialmente Estación Príncipe de Asturias, es el nudo de conexión de las líneas de autocares de la empresa Francisco Larrea.

## Características
La estación, gestionada por la empresa Francisco Larrea, ocupa una superficie aproximada de 3.000 m2. Su edificio, de 220 m2, cuenta con cafetería, lavabos y oficinas. Dispone de 8 plazas de estacionamiento de autobuses, 4 dársenas de subida y bajada de pasajeros, plazas de aparcamiento para vehículos y zonas verdes.
Está situada a 50 metros de la plaza de toros del municipio.

## Líneas interurbanas
| Línea    | Destino(s)                                            | Operador         |
| -------- | ----------------------------------------------------- | ---------------- |
| 670      | Collado Villalba (Hospital)                           | Francisco Larrea |
| 671 N603 | Madrid (Moncloa)                                      | Francisco Larrea |
| 672      | Madrid (Moncloa) Cerceda (por Mataelpino)             | Francisco Larrea |
| 672A     | Madrid (Moncloa) Cerceda                              | Francisco Larrea |
| 876      | Collado Villalba Cerceda - Madrid (Plaza de Castilla) | Francisco Larrea |

No todas las líneas de autobús que pasan por Moralzarzal pasan por la estación. La línea 720, operada por la empresa Interbus pasa por el pueblo desviándose antes de llegar a la estación.